# Соня Солтес
Соня Солтес (укр. Соня Солтес; 30 марта 1989) — украинский художник по костюмам, стилист и дизайнер. Основательница бренда «Lutiki.

## Биография
Соня Солтес родилась 30 марта 1989 года.
Окончила Киевский университет имени Бориса Гринченко.
Соня Солтес является художником-визуалистом. Она сотрудничает с модными и культурными брендами, розничной торговлей и киноиндустрией для создания выдающихся концепций, стиля и визуального контента.
В качестве художника-визуалиста работала с Vogue, L'Officiel, Alan Badoev, Radioaktive Film, Ksenia Schnaider, Sleeper, Ruslan Baginsky, Frolov, TSUM, Atelier1 и другие.
Также она выступила организатором съемок и художником по костюмам для клипа на песню Джамалы «1944», которая победила на Евровидении, и клипа Onuka «Strum», номинированного на международный кинофестиваль Social World Film Festival.
В 2019 году она запустила свой собственный бренд «Lutiki», известный своими резинками-браслетами.
18 марта 2021 года стало известно, что Соня Солтес, вместе с куратором Владимиром Кадыгробом, запускает новый гид путешествий Украиной — SomewhereUkraine.

## Награды
- 2015 — M1 Music Awards 2015 — «Стилист года» (за работу над образами Макса Барских в клипе «Хочу танцевать»)[14];
- 2016 — M1 Music Awards 2016 — «Стилист года» (за работу над образами группы Время и Стекло в клипе «Навернопотомучто»)[15];
- 2017 — M1 Music Awards 2017 — «Стилист года» (за работу над образами группы Время и Стекло в клипе «На стиле»)[16];
- 2017 — Премия Design IT от Mercedes-Benz Kiev Fashion Days — «Лучший стилист сезона»[17].